# Чемпионат Финляндии по фигурному катанию 2016
Чемпионат Финляндии по фигурному катанию 2016 (фин. SM2016, yksinluistelu ja jäätanssi) — соревнование по фигурному катанию среди спортсменов Финляндии сезона 2015—2016. Чемпионаты Финляндии по фигурному катанию проводятся уже с 1908 года. Результаты соревнований учитываются при отборе спортсменов, представляющих Финляндию на чемпионатах Европы и мира среди взрослых, а также на чемпионате мира среди юниоров.
Турнир прошёл в городе Миккели с 18 по 20 декабря 2015 года. Фигуристы соревновались в мужском и женском фигурном катании, а также в спортивных танцах на льду (соревнования в парном фигурном катании на национальном уровне в Финляндии не проводятся уже с 2004 года). Соревнования во всех дисциплинах проводились на «взрослом» и юниорском уровнях.

## Результаты

### Мужчины
В соревнованиях среди мужчин победил, как и год назад, Валттер Виртанен. Дня него это уже третья золотая медаль национального чемпионата. Победитель прошлогодных национальных соревнований среди юниоров Роман Галай завоевал серебряную медаль. На третьем месте — Маттиас Верслуйс, чемпион позапрошлого года. В соревнованиях среди юниоров победил Каспери Рийхимяки.

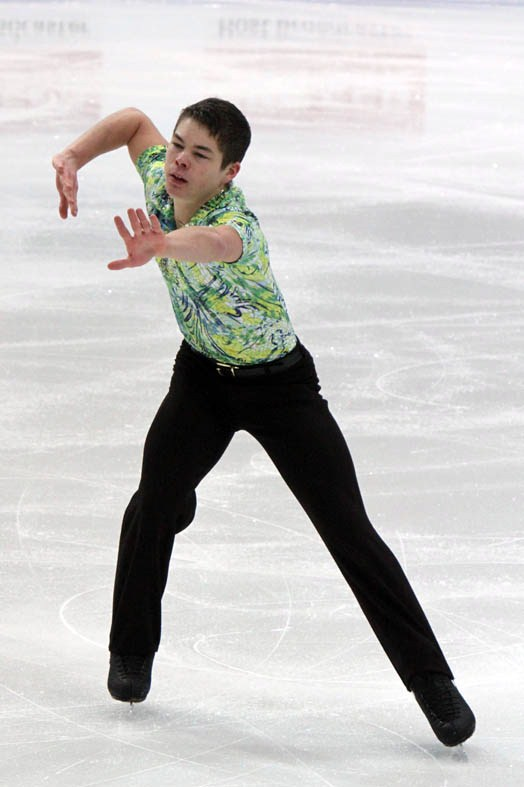
Валттер Виртанен

| Место | Имя              | Клуб  | Сумма баллов | SP | FS |
| ----- | ---------------- | ----- | ------------ | -- | -- |
| 1     | Валттер Виртанен | Kels  | 193,32       | 1  | 1  |
| 2     | Роман Галай      | Ltl   | 184,23       | 2  | 3  |
| 3     | Маттиас Верслуйс | Mtk   | 177,88       | 3  | 4  |
| 4     | Томи Пулккинен   | Jtl   | 173,31       | 6  | 2  |
| 5     | Бела Папп        | Kuta  | 168,17       | 4  | 5  |
| 6     | Виктор Зубик     | Hsk   | 146,41       | 8  | 6  |
| 7     | Юхо Пиринен      | Taptl | 145,04       | 5  | 7  |
| 8     | Тино Олениус     | Taptl | 138,68       | 7  | 8  |

### Женщины
Среди женщин чемпионский титул был свободен, поскольку Кийра Корпи, прошлогодняя победительница чемпионата Финляндии и наиболее титулованная финская фигуристка последних лет, перед началом текущего сезона заявила о завершении своей спортивной карьеры по причине травмы. По мнению журналистов, впервые за многие годы соревнования среди женщин проходили в ожесточённой борьбе и завершились весьма непредсказуемо. После короткой программы уверенно лидировала Вивека Линдфорс, опережая ближайшую соперницу, Анни Ярвенпяа, на шесть баллов. В интервью после короткой программы Линдфорс сказала, что «было бы здорово поехать на чемпионат Европы», однако произвольную программу она откатала настолько неудачно, что даже не попала в число призёров, заняв в итоговой таблице лишь 4-е место (на предыдущем чиспионате она была третьей). Новой чемпионкой страны стала дебютантка национальных соревнований среди взрослых 15-летняя Анни Ярвенпяа — в столь юном возрасте чемпионат Финляндии в последний раз выиграла Сюзан Броман в 1974 году. Интересно, что Ярвенпяа стала чемпионом, не победив ни в обязательной, ни в произвольной программах: во второй день соревнований лучшие баллы набрала Йенни Сааринен, завоевавшая в результате серебряную медаль (как и в прошлом году). Бронзовая медаль — у чемпионки 2014 года Юулии Турккила, пропустившей из-за травмы предыдущий национальный чемпионат.
Ярвенпяа сказала после соревнований, что она смущена и счастлива, что победа в чемпионате стала для неё наградой за большую проделанную работу.
В соревнованиях среди юниоров победила Саллианна Ёзтюрк.
| Место | Имя                 | Клуб  | Сумма баллов | SP | FS |
| ----- | ------------------- | ----- | ------------ | -- | -- |
| 1     | Анни Ярвенпяа       | Taptl | 154,91       | 2  | 3  |
| 2     | Йенни Сааринен      | Taptl | 154,76       | 3  | 1  |
| 3     | Юулия Турккила      | Hl    | 151,71       | 4  | 2  |
| 4     | Вивека Линдфорс     | Esjt  | 151,66       | 1  | 4  |
| 5     | Розалийна Купаринен | Ltl   | 131,30       | 8  | 5  |
| 6     | Любовь Ефименко     | Tl    | 126,81       | 5  | 6  |
| 7     | Каролина Лухтонен   | Kels  | 124,98       | 6  | 7  |
| 8     | Вилма Лехтинен      | Ttk   | 117,95       | 9  | 9  |
| 9     | Оливия Туува        | Koujt | 113,47       | 12 | 8  |
| 10    | Ханна Кивиниеми     | Taptl | 112,89       | 10 | 10 |
| 11    | Нелма Хеде          | Hl    | 112,36       | 7  | 12 |
| 12    | Эмилия Тойкканен    | Hl    | 107,37       | 11 | 11 |
| 13    | Сийри Коутола       | Kuls  | 89,85        | 13 | 13 |

### Танцы
Чемпионами среди танцевальных пар стали Сесилия Тёрн и Юссивилле Партанен, серебряные призёры предыдущего чемпионата. Они с большим отрывом победили чемпионов прошлого года Олесию Карми и Макса Линдхольма. В соревнованиях среди юниоров победила пара Кайса Укконен и Антонио Вийтанен.
| Место | Имя                               | Клуб | Сумма баллов | SP | FS |
| ----- | --------------------------------- | ---- | ------------ | -- | -- |
| 1     | Сесилия Тёрн / Юссивилле Партанен | Hl   | 143,56       | 1  | 1  |
| 2     | Олесия Карми / Макс Линдхольм     | Hl   | 131,64       | 2  | 2  |